# Порадзев
Порадзев (пол. Poradzew) — село в Польщі, у гміні Ґощанув Серадзького повіту Лодзинського воєводства.
Населення — 231 особа (2011).
У 1975-1998 роках село належало до Серадзького воєводства.

## Демографія
Демографічна структура станом на 31 березня 2011 року:
|          | Загалом | Допрацездатний вік | Працездатний вік | Постпрацездатний вік |
| -------- | ------- | ------------------ | ---------------- | -------------------- |
| Чоловіки | 112     | 25                 | 76               | 11                   |
| Жінки    | 119     | 28                 | 61               | 30                   |
| Разом    | 231     | 53                 | 137              | 41                   |